# Liste der Senatoren der Vereinigten Staaten aus Pennsylvania
Die Liste der Senatoren der Vereinigten Staaten aus Pennsylvania führt alle Personen auf, die jemals für diesen Bundesstaat dem US-Senat angehört haben, nach den Senatsklassen sortiert. Dabei zeigt eine Klasse, wann dieser Senator wiedergewählt wird. Die Wahlen der Senatoren der class 1 fanden im Jahr 2024 statt. Die Senatoren der class 3 wurden zuletzt im November 2022 gewählt.

## Klasse 1

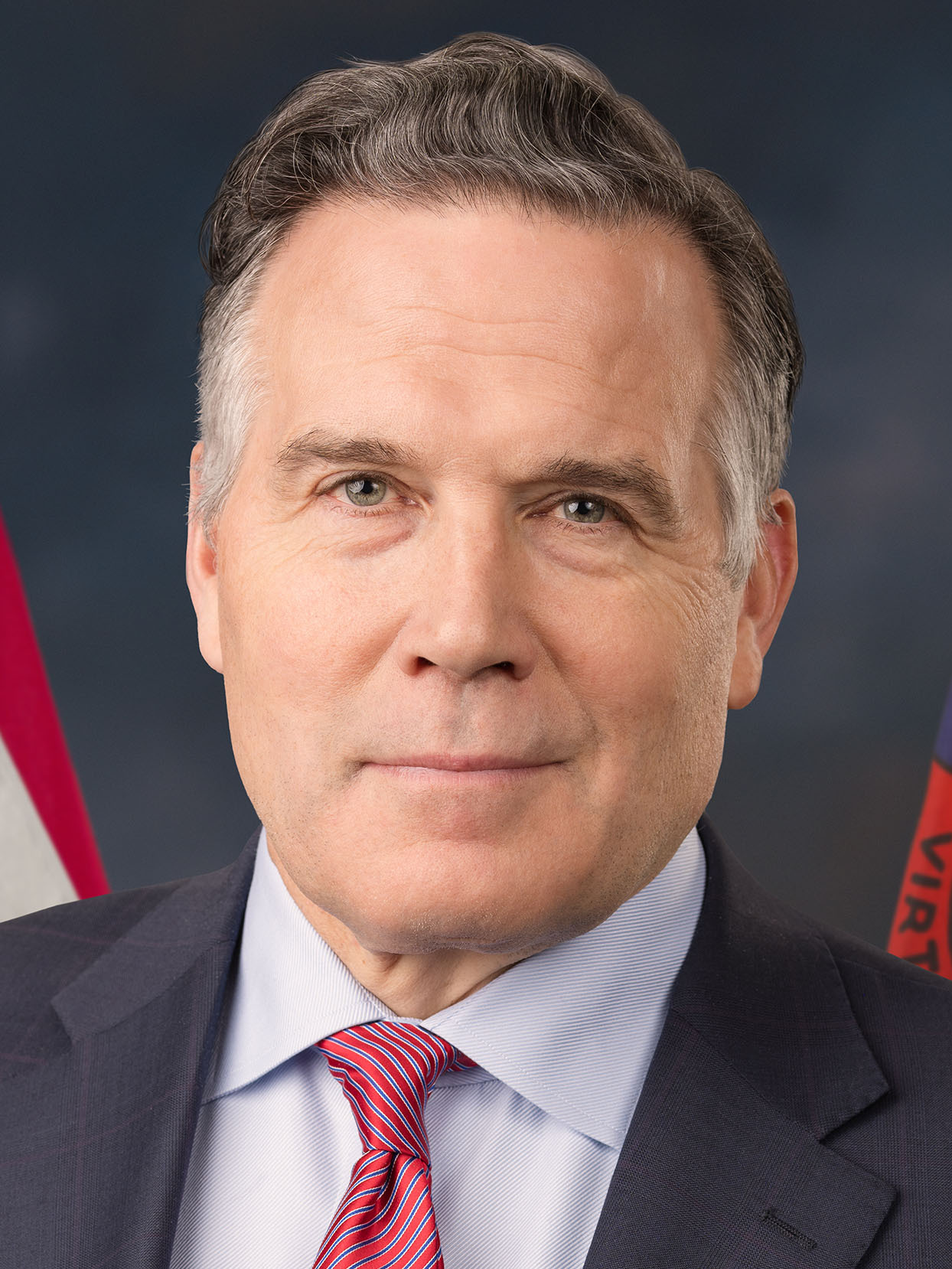
Dave McCormick

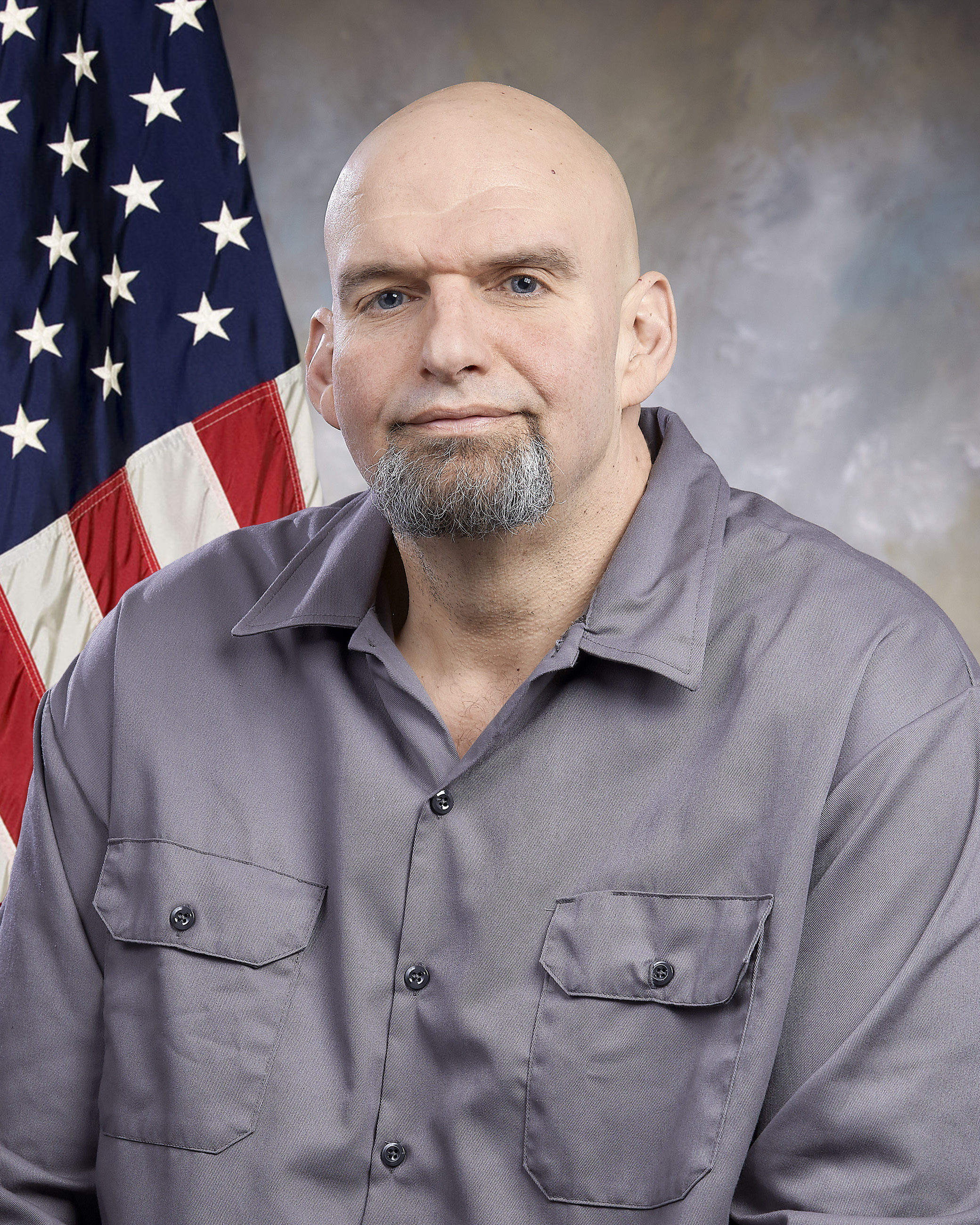
John Fetterman

Pennsylvania ist seit dem 12. Dezember 1787 US-Bundesstaat und hatte bis heute 30 Senatoren der class 1 im Kongress, von denen einer, Philander C. Knox, zwei nicht unmittelbar aufeinanderfolgende Amtszeiten absolvierte.
| Name                            | Amtszeit  | Partei                | Lebensdaten                          |
| ------------------------------- | --------- | --------------------- | ------------------------------------ |
| William Maclay                  | 1787–1791 | parteilos             | 20. Juli 1737 – 16. April 1804       |
| vakant                          |           |                       |                                      |
| Abraham Alfonse Albert Gallatin | 1793–1794 | Democratic Republican | 29. Januar 1761 – 12. August 1849    |
| James Ross                      | 1794–1803 | Föderalist            | 12. Juli 1762 – 27. November 1847    |
| Samuel Maclay                   | 1803–1809 | Democratic Republican | 17. Juni 1741 – 5. Oktober 1811      |
| Michael Leib                    | 1809–1814 | Democratic Republican | 8. Januar 1760 – 8. Dezember 1822    |
| Jonathan Roberts                | 1814–1821 | Democratic Republican | 16. August 1771 – 24. Juli 1854      |
| William Findlay                 | 1821–1827 | Democratic Republican | 20. Juni 1768 – 12. November 1846    |
| Isaac Dutton Barnard            | 1827–1831 | Democratic Republican | 18. Juli 1791 – 28. Februar 1834     |
| George M. Dallas                | 1831–1833 | Demokrat              | 10. Juli 1792 – 31. Dezember 1864    |
| Samuel McKean                   | 1833–1839 | Demokrat              | 7. April 1787 – 14. Dezember 1841    |
| Daniel Sturgeon                 | 1840–1851 | Demokrat              | 27. Oktober 1789 – 3. Juli 1878      |
| Richard Brodhead                | 1851–1857 | Demokrat              | 5. Januar 1811 – 16. September 1863  |
| Simon Cameron                   | 1857–1861 | Republikaner          | 8. März 1799 – 26. Juni 1889         |
| David Wilmot                    | 1861–1863 | Republikaner          | 20. Januar 1814 – 16. März 1868      |
| Charles Rollin Buckalew         | 1863–1869 | Demokrat              | 28. Dezember 1821 – 19. Mai 1899     |
| John Scott                      | 1869–1875 | Republikaner          | 24. Juli 1824 – 29. November 1896    |
| William Andrew Wallace          | 1875–1881 | Demokrat              | 28. November 1827 – 22. Mai 1896     |
| John Inscho Mitchell            | 1881–1887 | Republikaner          | 28. Juli 1838 – 20. August 1907      |
| Matthew Stanley Quay            | 1887–1899 | Republikaner          | 30. September 1833 – 28. Mai 1904    |
| vakant                          |           |                       |                                      |
| Matthew Stanley Quay            | 1901–1904 | Republikaner          | 30. September 1833 – 28. Mai 1904    |
| Philander Chase Knox            | 1904–1909 | Republikaner          | 6. Mai 1853 – 12. Oktober 1921       |
| George Tener Oliver             | 1909–1917 | Republikaner          | 26. Januar 1848 – 22. Januar 1919    |
| Philander Chase Knox            | 1917–1921 | Republikaner          | 6. Mai 1853 – 12. Oktober 1921       |
| William Evans Crow              | 1921–1922 | Republikaner          | 10. März 1870 – 2. August 1922       |
| David Aiken Reed                | 1922–1935 | Republikaner          | 21. Dezember 1880 – 10. Februar 1953 |
| Joseph Frank Guffey             | 1935–1947 | Demokrat              | 29. Dezember 1870 – 6. März 1959     |
| Edward Martin                   | 1947–1959 | Republikaner          | 18. September 1879 – 19. März 1967   |
| Hugh Doggett Scott Jr.          | 1959–1977 | Republikaner          | 11. November 1900 – 21. Juli 1994    |
| Henry John Heinz III            | 1977–1991 | Republikaner          | 23. Oktober 1938 – 4. April 1991     |
| Harris Llewellyn Wofford        | 1991–1995 | Demokrat              | 9. April 1926 – 21. Januar 2019      |
| Richard John Santorum           | 1995–2007 | Republikaner          | * 10. Mai 1958                       |
| Robert Patrick Casey            | 2007–2025 | Demokrat              | * 13. April 1960                     |
| David Harold McCormick          | seit 2025 | Republikaner          | * 17. August 1965                    |

## Klasse 3
Pennsylvania stellte bis heute 27 Senatoren der class 3, von denen einer, Simon Cameron, zwei nicht unmittelbar aufeinanderfolgende Amtszeiten absolvierte.
| Name                          | Amtszeit  | Partei                        | Lebensdaten                           |
| ----------------------------- | --------- | ----------------------------- | ------------------------------------- |
| Robert Morris Jr.             | 1789–1795 | Föderalist                    | 31. Januar 1734 – 8. Mai 1806         |
| William Bingham               | 1795–1801 | Föderalist                    | 8. März 1752 – 7. Februar 1804        |
| John Peter Gabriel Muhlenberg | 1801      | Democratic Republican         | 1. Oktober 1746 – 1. Oktober 1807     |
| George Logan                  | 1801–1807 | Democratic Republican         | 9. September 1753 – 9. April 1821     |
| Andrew Gregg                  | 1807–1813 | Democratic Republican         | 10. Juni 1755 – 20. Mai 1835          |
| Abner Lacock                  | 1813–1819 | Democratic Republican         | 9. Juli 1770 – 12. April 1837         |
| Walter Lowrie                 | 1819–1825 | Democratic Republican         | 10. Dezember 1784 – 14. Dezember 1868 |
| William Marks                 | 1825–1831 | Nationalrepublikaner          | 13. Oktober 1778 – 10. April 1858     |
| William Wilkins               | 1831–1834 | Demokrat                      | 20. Dezember 1779 – 23. Juni 1865     |
| James Buchanan                | 1834–1845 | Demokrat                      | 23. April 1791 – 1. Juni 1868         |
| Simon Cameron                 | 1845–1849 | Demokrat                      | 8. März 1799 – 26. Juni 1889          |
| James Cooper                  | 1849–1855 | Whig                          | 8. Mai 1810 – 28. März 1863           |
| William Bigler                | 1856–1861 | Demokrat                      | 11. Januar 1814 – 9. August 1880      |
| Edgar Cowan                   | 1861–1867 | Republikaner                  | 19. September 1815 – 31. August 1885  |
| Simon Cameron                 | 1867–1877 | Republikaner                  | 8. März 1799 – 26. Juni 1889          |
| James Donald Cameron          | 1877–1897 | Republikaner                  | 14. Mai 1833 – 30. August 1918        |
| Boies Penrose                 | 1897–1921 | Republikaner                  | 1. November 1860 – 31. Dezember 1921  |
| George Wharton Pepper         | 1922–1927 | Republikaner                  | 16. März 1867 – 24. Mai 1961          |
| William Scott Vare            | 1927–1929 | Republikaner                  | 24. Dezember 1867 – 7. August 1934    |
| Joseph Ridgway Grundy         | 1929–1930 | Republikaner                  | 13. Januar 1863 – 3. März 1961        |
| James John Davis              | 1930–1945 | Republikaner                  | 27. Oktober 1873 – 22. November 1947  |
| Francis John Myers            | 1945–1951 | Demokrat                      | 18. Dezember 1901 – 5. Juli 1956      |
| James Henderson Duff          | 1951–1957 | Republikaner                  | 21. Januar 1883 – 20. Dezember 1969   |
| Joseph Sill Clark Jr.         | 1957–1969 | Demokrat                      | 21. Oktober 1901 – 12. Januar 1990    |
| Richard Schultz Schweiker     | 1969–1981 | Republikaner                  | 1. Juni 1926 – 31. Juli 2015          |
| Arlen Specter                 | 1981–2011 | Republikaner ab 2009 Demokrat | 12. Februar 1930 – 14. Oktober 2012   |
| Patrick Joseph Toomey         | 2011–2023 | Republikaner                  | * 17. November 1961                   |
| John Karl Fetterman           | seit 2023 | Demokrat                      | * 15. August 1969                     |